# James Key
James Key (Chelmsford, 14 de janeiro de 1972) é um engenheiro automotivo britânico que atualmente ocupa o cargo de diretor técnico da equipe de Fórmula 1 da Kick Sauber. Anteriormente, ele trabalhou como diretor técnico das equipes Jordan, Midland, Spyker, Force India, Sauber, Toro Rosso, McLaren e Alfa Romeo.

## Carreira
James Key estudou engenharia mecânica na Universidade de Nottingham e depois de se formar trabalhou na Lotus Engineering.
Ele entrou na Fórmula 1 em 1998, quando se juntou a equipe Jordan. Após passar vários anos como engenheiro de dados, em seguida, tornou-se engenheiro de corrida de Takuma Sato. Após um ano no túnel de vento foi transferido para o departamento de dinâmica de veículo. Acabou tornando-se diretor técnico em 2005. Ele foi um dos diretores técnicos mais jovens da categoria, com a idade de 33 anos, juntamente com Sam Michael (nascido em 1971), que se tornou o diretor técnico da equipe Williams também com 33 anos durante a temporada de 2004. Ele se manteve nesse cargo quando a equipe se tornou a Midland, depois Spyker e Force India.
Em abril de 2010, Key deixou a Force India para se tornar diretor técnico da Sauber, substituindo Willy Rampf, ele permaneceu lá até fevereiro de 2012. Em setembro daquele ano ele se juntou a Toro Rosso como seu diretor técnico, substituindo Giorgio Ascanelli.
Em 26 de julho de 2018, a McLaren confirmou que Key havia concordado em se juntar a equipe como seu diretor técnico. Entretanto, o engenheiro permanecia sob contrato da Toro Rosso.
Em fevereiro de 2019, após chegar a um acordo com a Toro Rosso, a equipe britânica confirmou que James Key iria iniciar seus trabalhos como seu novo diretor técnico em 25 de março daquele ano, com Key sendo substituído na Toro Rosso por Jody Egginton. Em 2 de julho, quando confirmou que seu diretor de engenharia, Pat Fry, estava deixando a equipe, a McLaren anunciou que Key iria assumir o referido cargo em definitivo a partir dessa data. Key foi removido do cargo pela McLaren em 23 de março de 2023, após a equipe fazer uma mudança organizacional da função de diretor técnico executivo.
Em 7 de junho de 2023, a Alfa Romeo anunciou que Key se juntaria à equipe em 1 de setembro de 2023. Ele assumiu novamente o cargo de diretor técnico, que anteriormente ocupou quando a equipe se chamava Sauber, nome este que esta equipe voltou a adotar em 2024, antes de ser transformada na equipe Audi em 2026. Assim, ele voltou a trabalhar novamente com Andreas Seidl, diretor executivo do Sauber Group até julho de 2024, que atuou como chefe de equipe durante seu tempo na McLaren.